# Carsten Rasmussen (borgmester i Næstved Kommune)
 For alternative betydninger, se Carsten Rasmussen. (Se også artikler, som begynder med Carsten Rasmussen)
Carsten Rasmussen (født 17. marts 1971) er en dansk socialdemokratisk politiker, som siden maj 2011 har været borgmester i Næstved Kommune, hvor han efterfulgte Henning Jensen.
Ved kommunalvalget 2013 modtog Rasmussen 12.440 personlige stemmer. Ved kommunalvalget 2017 fik Rasmussen det højeste antal personlige stemmer i Region Sjælland med 10.275 stemmer.